# Mädchen, Mädchen 2 – Loft oder Liebe
Mädchen, Mädchen 2 – Loft oder Liebe ist eine Filmkomödie aus dem Jahr 2004. Es ist die Fortsetzung des drei Jahre zuvor erschienenen Films Mädchen, Mädchen. Der Film kam in Deutschland am 17. Juni 2004 in die Kinos, in Österreich einen Tag später. Der englischsprachige Titel heißt Girls on Top 2.

## Handlung
Die drei Freundinnen Inken, Lena und Lucy suchen eine gemeinsame Drei-Zimmer-Wohnung in München, kassieren aber überall nur Absagen. Zunächst kommt Inken mit Lucy bei ihrem alten Bekannten Flin unter, der aber gleichzeitig eine französische Freundin namens Beatrice hat. Letztere stellt vor allem die Logopädie-Studentin Inken vor eine Geduldsprobe. Die angehende Zahnärztin Lena ist genervt von ihrem Freund Lukas und trennt sich von dem unordentlichen Musiker, als sie sich in ihren Kollegen Johan verliebt. Psychologie-Studentin Lucy lernt Sebastian Bernstein kennen, der aber vorgibt, nur dessen Freund zu sein. Sie ist an Sebastian interessiert, weil der angeblich Wohnungen vermitteln kann.
Dann bekommt Inken, die gerade ihre Kontaktlinsen verloren hat, vom Makler eine Wohnung für 480 Euro. Es ist jedoch nicht die große Wohnung, in der sie zunächst irrtümlich steht, sondern eine ganz kleine, hässliche Behausung. Die Mädchen wollen dort trotzdem einziehen. Doch vorher müssen sie erst noch das nötige Geld besorgen und geben sich deshalb für jede noch so alberne Aktion hin.
Nach dem Einzug gibt der ebenfalls neue Nachbar Paul eine Einweihungsparty und lädt das Trio ein. Kurz vor Beginn holt er Inken zu sich, weil er angeblich Hilfe braucht. Doch stattdessen hat er Sex mit ihr, der so wild ist, dass Lena und Lucy es deutlich durch die Wände hören. Während der Party kommt Flin mit Chili con Carne vorbei, wird aber abserviert. Auch Sebastian ist bei der Party und versucht, Lucy zu überzeugen. Am Ende der Party erfährt Inken, dass Paul verlobt ist.
Am Wochenende fährt Lena mit Johan zum Starnberger See. Dort stehen sie zunächst im Regen, aber Johan will mit einem Boot auf den See rausfahren. Allerdings hat er ein Problem mit dem Motor. Dann kommt ein Bekannter von Johan mit einer Frau von der Wohnungsvermittlung. Lena versteckt sich mit Johan in der Hütte und erfährt, dass ihr neuer Freund ein Hochstapler ist. Das ältere Paar hat vor dem Fenster Sex, während Lena und Johan herausklettern. Lena geht nochmal zu Lukas, um sich endgültig von ihm zu trennen.
Inken will bei Flin Trost suchen, erwischt ihn aber beim Sex mit Beatrice. Dann rächt sie sich an Paul, indem sie durch laute Geräusche heftigen Sex in der WG-Wohnung vortäuscht. Als er ihr Bondage-Fotos zeigt, fesselt sie ihn, lässt ihn aber so liegen. Danach redet sie wieder mit Flin und fährt mit ihm im Schlauchboot, das durch ein Missgeschick untergeht. Am Ufer regt sich Inken über das anstrengende Leben als Erwachsene auf. Außerdem wirft sie Flin vor, ein Weichei zu sein. Nach einem Streit haben sie schließlich Sex.
Lucy schleicht sich als Kellnerin bei der Feier zum 60. Geburtstag von Sebastians Vater ein. Als Sebastian für die Gäste ein Rachmaninow-Konzert auf dem Klavier spielt, fliegt der Schwindel auf und Lucy erfährt von der wahren Identität. Nach dieser Überraschung will sie das Haus frustriert verlassen, aber Sebastian lockt sie mit guter Klaviermusik zurück.
Nach den Erlebnissen betreten die drei Mädchen ihre neue, große Wohnung, die sie günstig bekommen, weil Lena die Begegnung mit der Maklerin ausnutzt.

## Produktion
Der Film wurde in München gedreht, wo auch die Handlung angesiedelt ist.

## Rezeption
Horst Peter Koll schreibt in einer Kritik bei Filmdienst, dass der Film „in vielen Details vom Charme und dem Spielwitz der jungen Protagonistinnen zehrt, auf Dauer aber einem zwanghaft angehäuften Wust aus Klischees und Schmierentheater-Effekten erliegt“. Thomas Maiwald sieht bei filmhai.de eine verpasste Chance. Der Film „punktet mit sympathischen Darstellerinnen, die gegen Drehbuch und Regie verlieren“, weil sie „versuchen [...] etwas zu spielen, was nicht ihrem Typ entspricht“. Der Rezensent von RP Online meint, der „Dreizickenfilm [finde] längst nicht immer die Balance zwischen Komödie und Klamotte“, doch „[t]rotz manch verunglückten Klamauks komme diese Desillusionskomödie stellenweise pfiffig daher und scheint ziemlich nah dran zu sein am Lebensgefühl flügger Mädchen, die zwischen Wohnungssuche, Geldnot, Lover, Hormonen und Gefühlen ins Rudern geraten - und es schaffen, irgendwie“. Carsten Baumgardt von filmstarts.de kann dem Film „Charme, der für einige der vielen Klischees entschädigt, nicht [absprechen]. […] Dazu sind die drei Hauptcharaktere ordentlich entwickelt und [...] überzeugend gespielt, auch wenn lange nicht jeder Gag zündet“.